# Dominik Połoński

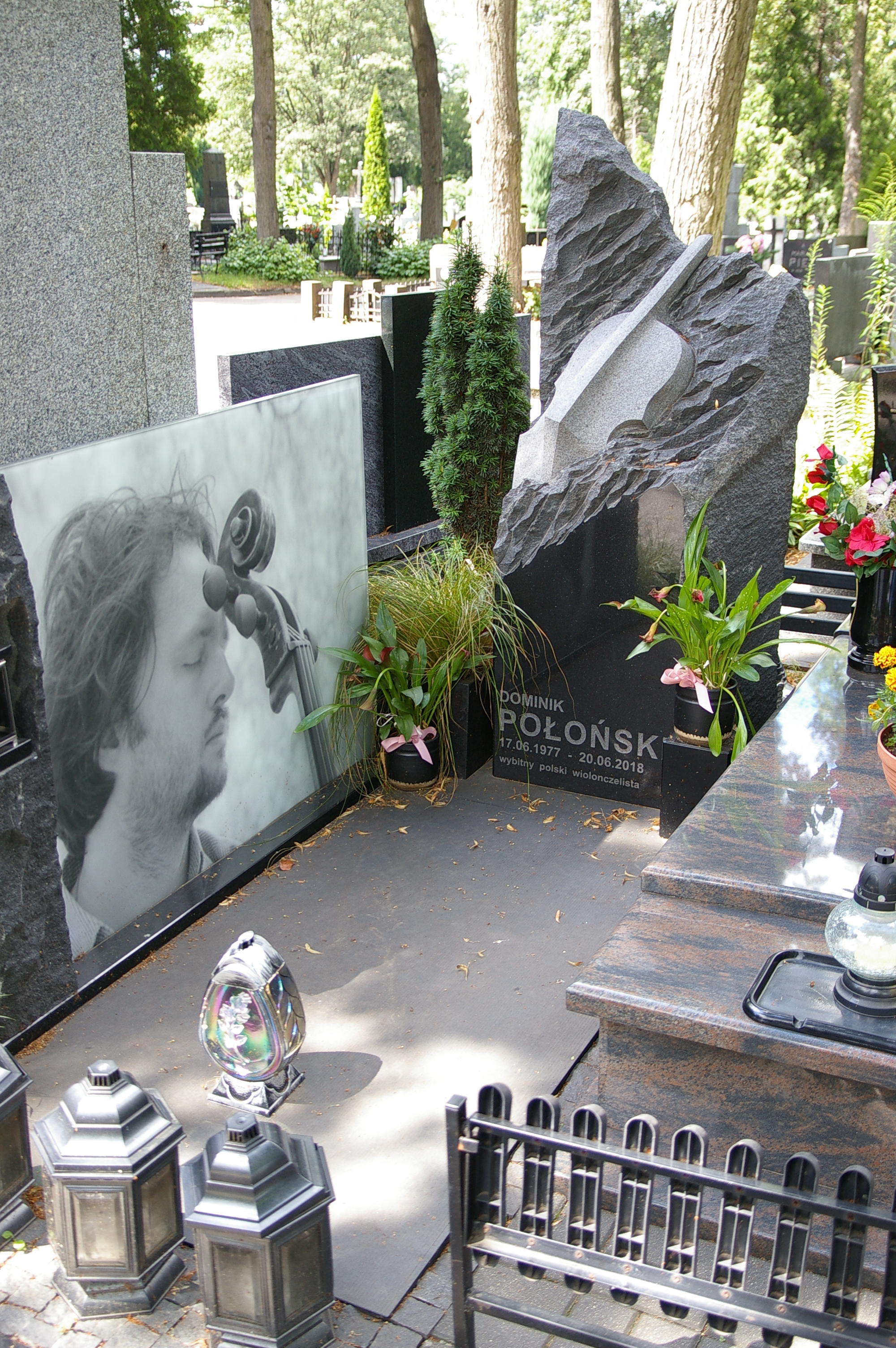
Nagrobek Dominika Połońskiego na Starym Cmentarzu w Łodzi

Dominik Połoński (ur. 17 czerwca 1977 w Krakowie, zm. 20 czerwca 2018) – polski wiolonczelista. Jedyny na świecie instrumentalista smyczkowy używający tylko prawej ręki podczas gry.

## Życiorys
Studia w łódzkiej Akademii Muzycznej ukończył z wyróżnieniem w klasie prof. Stanisława Firleja, następnie przebywał trzy lata na stypendium w Escuela Superior de Musica Reina Sofia w Madrycie. W 1998 r. został koncertmistrzem wiolonczel w założonej przez Krystiana Zimermana Polish Festival Orchestra, z którą odbył światowe tournée. Brał udział w kursach mistrzowskich w Londynie, Berlinie, Los Angeles. Laureat wielu konkursów, m.in. Yamaha Music Foundation of Europe (1998), Międzynarodowego Konkursu Indywidualności Muzycznych im. Aleksandra Tansmana w Łodzi (2000), New Talent International Competition w Bukareszcie. Laureat Paszportu Polityki (2003).
Był adiunktem w Akademii Muzycznej w Łodzi. W 2016 r. uzyskał stopień doktora habilitowanego w zakresie sztuki muzycznej. Dokonał nagrań płytowych.
W 2004 ciężko zachorował na chorobę nowotworową mózgu, w wyniku czego zmuszony był przerwać karierę. Przebył kilka operacji neurochirurgicznych, które uratowały mu życie, jednak w wyniku choroby lewa ręka pozostała już na zawsze bezwładna. Po długiej rehabilitacji powrócił na estradę 18 stycznia 2009 roku, dokonując w Warszawie prawykonania Koncertu wiolonczelowego na prawą rękę Olgi Hans, która napisała ten utwór specjalnie dla niego. Utwory na jedną rękę komponowali dla niego również inni uznani kompozytorzy – Dariusz Przybylski, Andrzej Kwieciński, Artur Zagajewski, Weronika Ratusińska czy Sławomir Zamuszko.
Był bohaterem radiowego reportażu Bartosza Panka Chcę więcej (który otrzymał w 2014 nagrodę Prix Italia) i filmu dokumentalnego Aleksandry Rek Wariacja na wiolonczelę solo, który otrzymał kilka nagród na międzynarodowych konkursach filmowych w Polsce i za granicą. W maju 2017 roku utwór Artura Zagajewskiego BRUT w wykonaniu Dominika Połońskiego i Arte dei Suonatori (nagranie z inauguracji Międzynarodowego Festiwalu Warszawska Jesień 2014) otrzymał najwyższą lokatę na Międzynarodowej Trybunie Kompozytorów w Palermo.
Dominik Połoński aktywnie angażował się w działania związane z Instytutem Teatralnym im. Mieczysława Hertza w Łodzi. Ostatni raz zagrał publicznie na wiolonczeli 18 marca 2018 na deskach Teatru Nowego im. K. Dejmka w Łodzi w trakcie Krakowskiego Salonu Poezji zatytułowanego „Antoni Czechow – Mała trylogia”. Pod opieką artystyczną reżysera Jacka Orłowskiego wzbogacał swoimi improwizacjami opowiadania czytane przez aktora Bronisława Wrocławskiego.
Zmarł w wyniku nawrotu choroby. Pochowany w części rzymskokatolickiej na Starym Cmentarzu w Łodzi.

### Życie prywatne
Syn Marty Połońskiej i aktora Jerzego Połońskiego, starszy brat aktora i reżysera Jerzego Jana Połońskiego. Mąż wokalistki Izy Połońskiej i ojciec Juliana Połońskiego.